# Arctia alpherakii
Arctia alpherakii är en fjärilsart som beskrevs av Otto Staudinger 1886. Arctia alpherakii ingår i släktet Arctia och familjen björnspinnare. Inga underarter finns listade i Catalogue of Life.